# Vähä Lampsalo
Vähä Lampsalo är en ö i Finland. Den ligger i sjön Päijänne och i kommunen Kuhmois i landskapet Mellersta Finland, i den södra delen av landet, 150 km norr om huvudstaden Helsingfors. Öns area är 4 hektar och dess största längd är 240 meter i öst-västlig riktning.